# Pays-Bas au Concours Eurovision de la chanson 1965
Les Pays-Bas ont participé au Concours Eurovision de la chanson 1965 le 20 mars à Naples, en Italie. C'est la 10e participation néerlandaise au Concours Eurovision de la chanson.
Le pays est représenté par la chanteuse Conny Vandenbos et la chanson 't Is genoeg, sélectionnées par la Nederlandse Televisie Stichting au moyen de la finale nationale Nationaal Songfestival.

## Sélection

### Nationaal Songfestival 1965

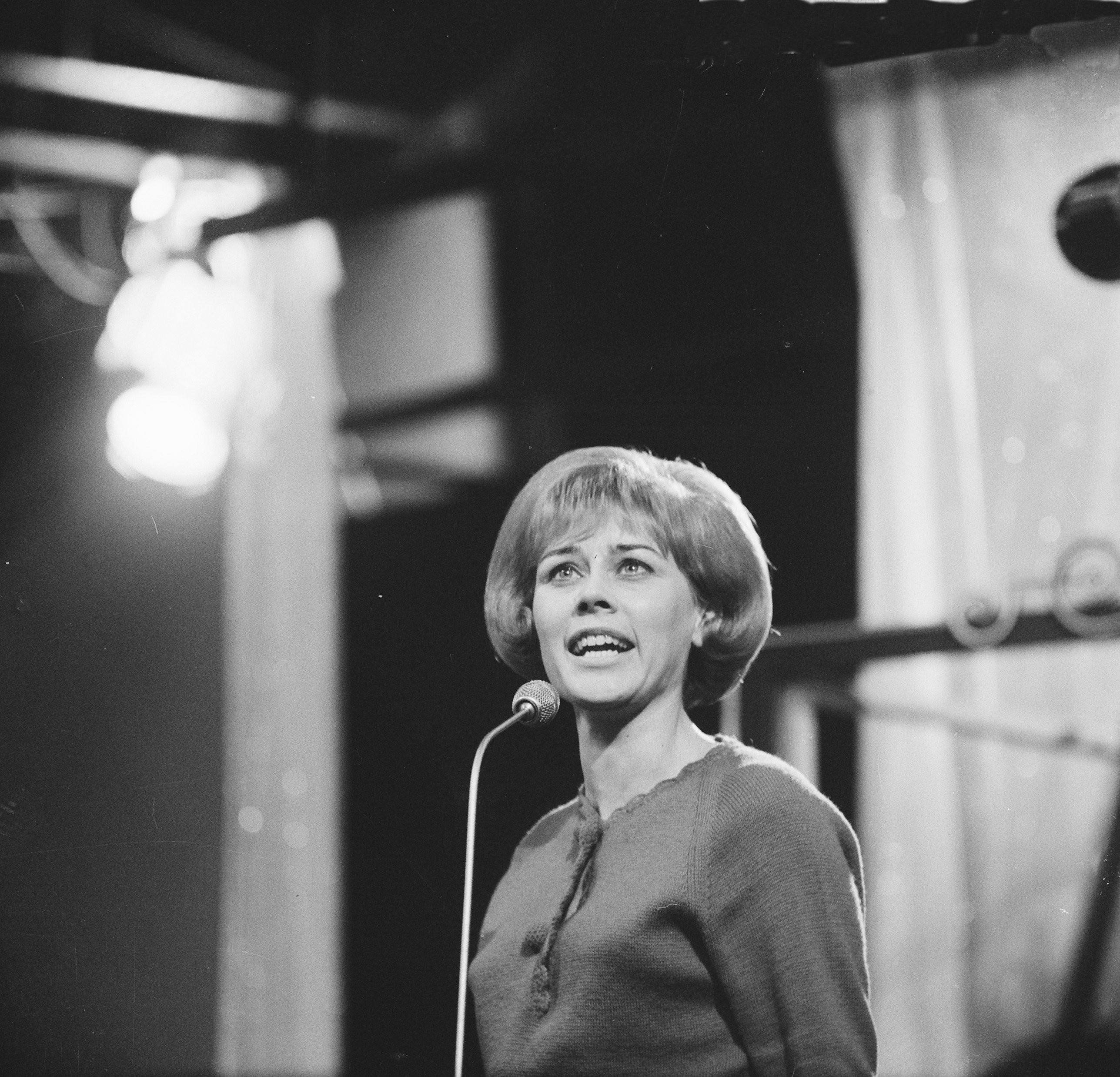
Conny Vandenbos lors du Nationaal Songfestival 1965 à Bussum.

Le radiodiffuseur néerlandais, la Nederlandse Televisie Stichting (NTS) (prédécesseur de l'actuelle Nederlandse Omroep Stichting, NOS) organise l'édition 1965 du Nationaal Songfestival (nl) (« Concours national de la chanson ») pour sélectionner l'artiste et la chanson représentant les Pays-Bas à l'Eurovision 1965.
Le Nationaal Songfestival 1965, présenté par Teddy Scholten, a lieu du 8 au 13 février 1965 au théâtre Concordia à Bussum.

#### Demi-finales

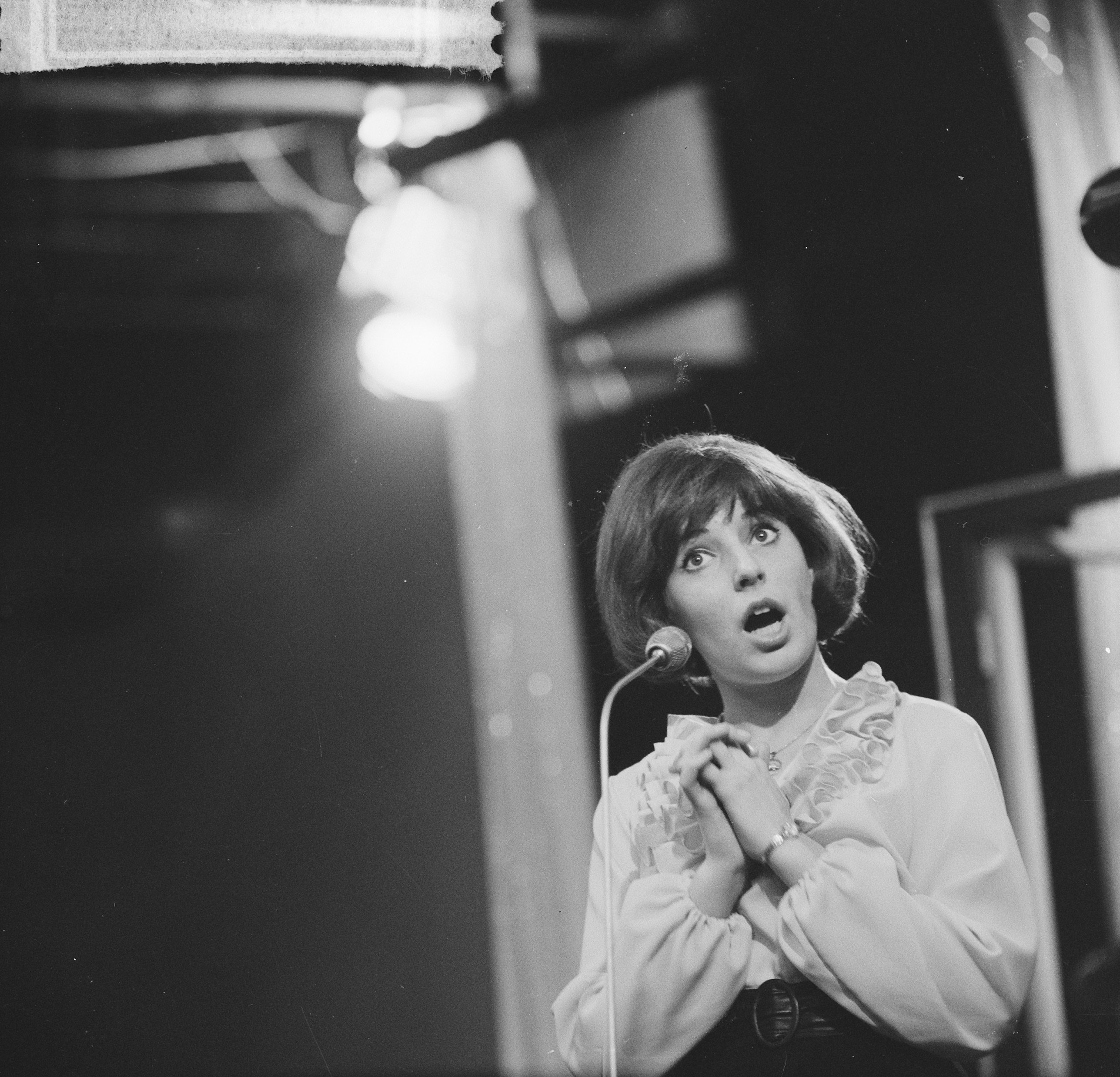
Trea Dobbs lors de la finale du Nationaal Songfestival.

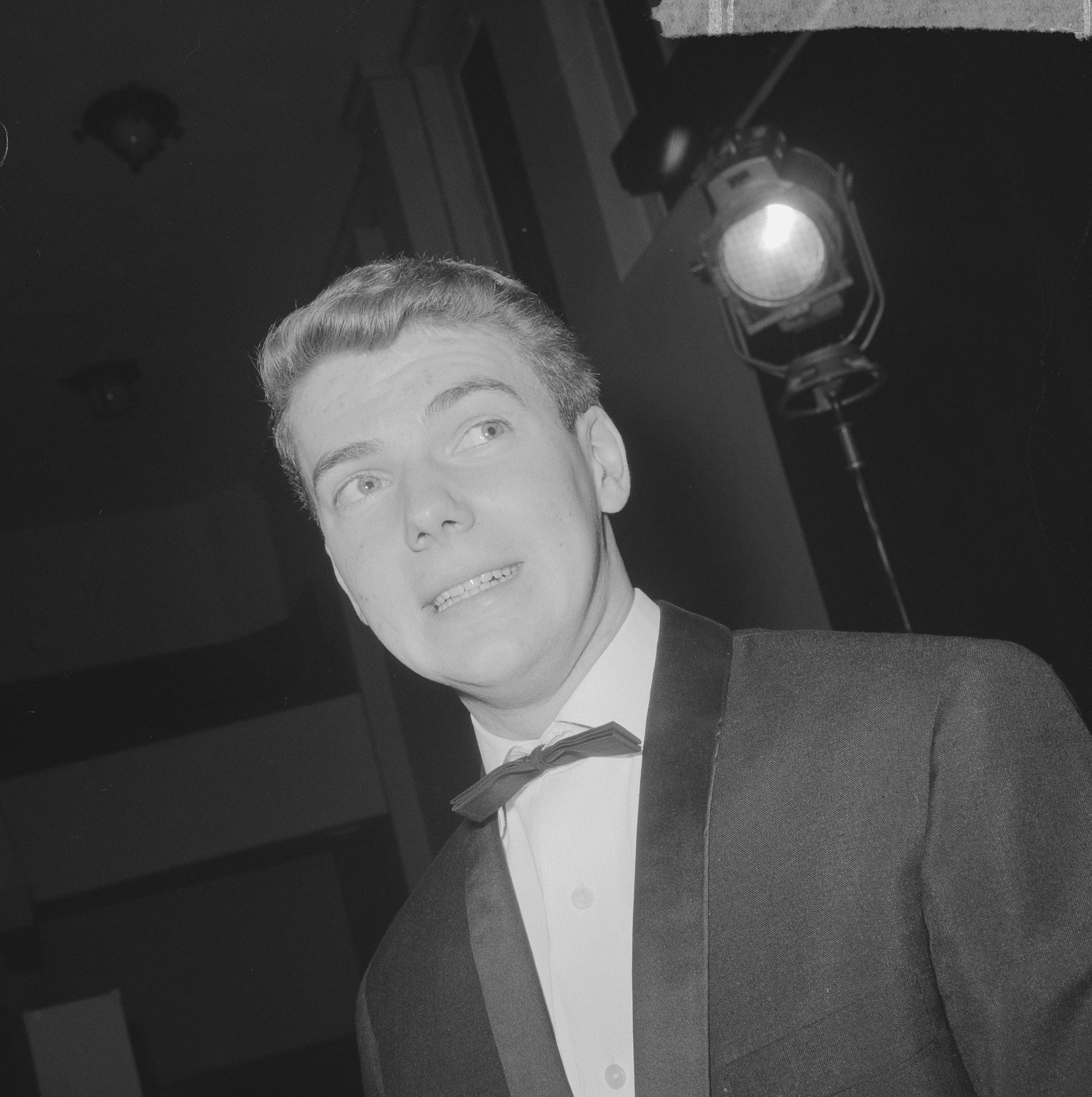
Ronnie Tober lors de la finale de ce Nationaal Songfestival.

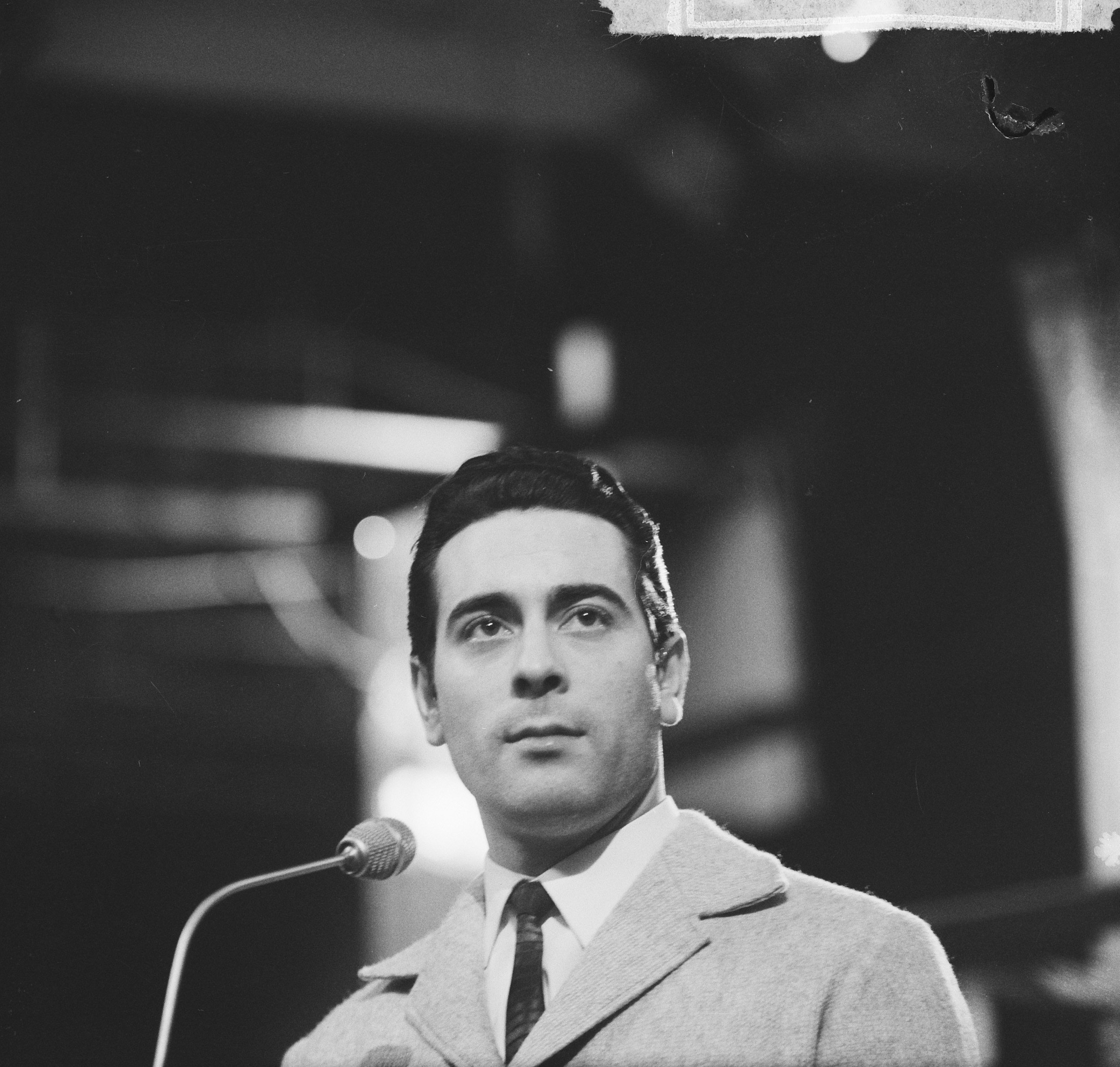
Gert Timmerman lors de la finale de ce Nationaal Songfestival.

Le Nationaal Songfestival 1965 contient cinq tours préliminaires qui se déroulent chaque soirée du 8 au 12 février.
Lors de chaque tour préliminaire, un chanteur ou une chanteuse interprète trois chansons. Toutes les chansons sont interprétées en néerlandais, langue nationale des Pays-Bas.

##### 1ertour - Trea Dobbs
Ce tour a lieu le soir du 8 février 1965. Les trois chansons dans ce tour sont interprétées par la chanteuse Trea Dobbs (nl).
| Ordre | Chanson            | Traduction             | Points | Place |
| ----- | ------------------ | ---------------------- | ------ | ----- |
| 1     | Stad               | Ville                  | 12     | 2     |
| 2     | Ploem ploem jenka  | –                      | 16     | 1     |
| 3     | Kijk maar niet om" | Regarde pas en arrière | 3      | 3     |

##### 2etour - Ronnie Tober
Ce tour a lieu le soir du 9 février 1965. Les trois chansons dans ce tour sont interprétées par le chanteur Ronnie Tober. Il allait par la suite représenter les Pays-Bas au Concours Eurovision de la chanson 1968.
| Ordre | Chanson            | Traduction                  | Points | Place |
| ----- | ------------------ | --------------------------- | ------ | ----- |
| 1     | Geweldig           | Magnifique                  | 16     | 1     |
| 2     | Kip in het water   | Poulet dans l'eau           | 4      | 3     |
| 3     | Een lied wordt oud | Une chanson devient vieille | 11     | 2     |

##### 3etour - Conny Vandenbos
Ce tour a lieu le soir du 10 février 1965. Les trois chansons dans ce tour sont interprétées par la chanteuse Conny Vandenbos.
| Ordre | Chanson        | Traduction       | Points | Place |
| ----- | -------------- | ---------------- | ------ | ----- |
| 1     | Laat me alleen | Laisse-moi seule | 9      | 2     |
| 2     | 't Is genoeg   | Ça suffit        | 13     | 1     |
| 3     | Van de week    | Cette semaine    | 9      | 2     |

##### 4etour - Gert Timmerman
Ce tour a lieu le soir du 11 février 1965. Les trois chansons dans ce tour sont interprétées par le chanteur Gert Timmerman (nl).
| Ordre | Chanson                              | Traduction                   | Points | Place |
| ----- | ------------------------------------ | ---------------------------- | ------ | ----- |
| 1     | Jij bent het lichtpunt in mijn leven | Tu es la lumière dans ma vie | 11     | 2     |
| 2     | Alleen                               | Seul                         | 4      | 3     |
| 3     | Waar de wind de zomer vindt          | Là où le vent trouve lété    | 16     | 1     |

##### 5etour - Shirley

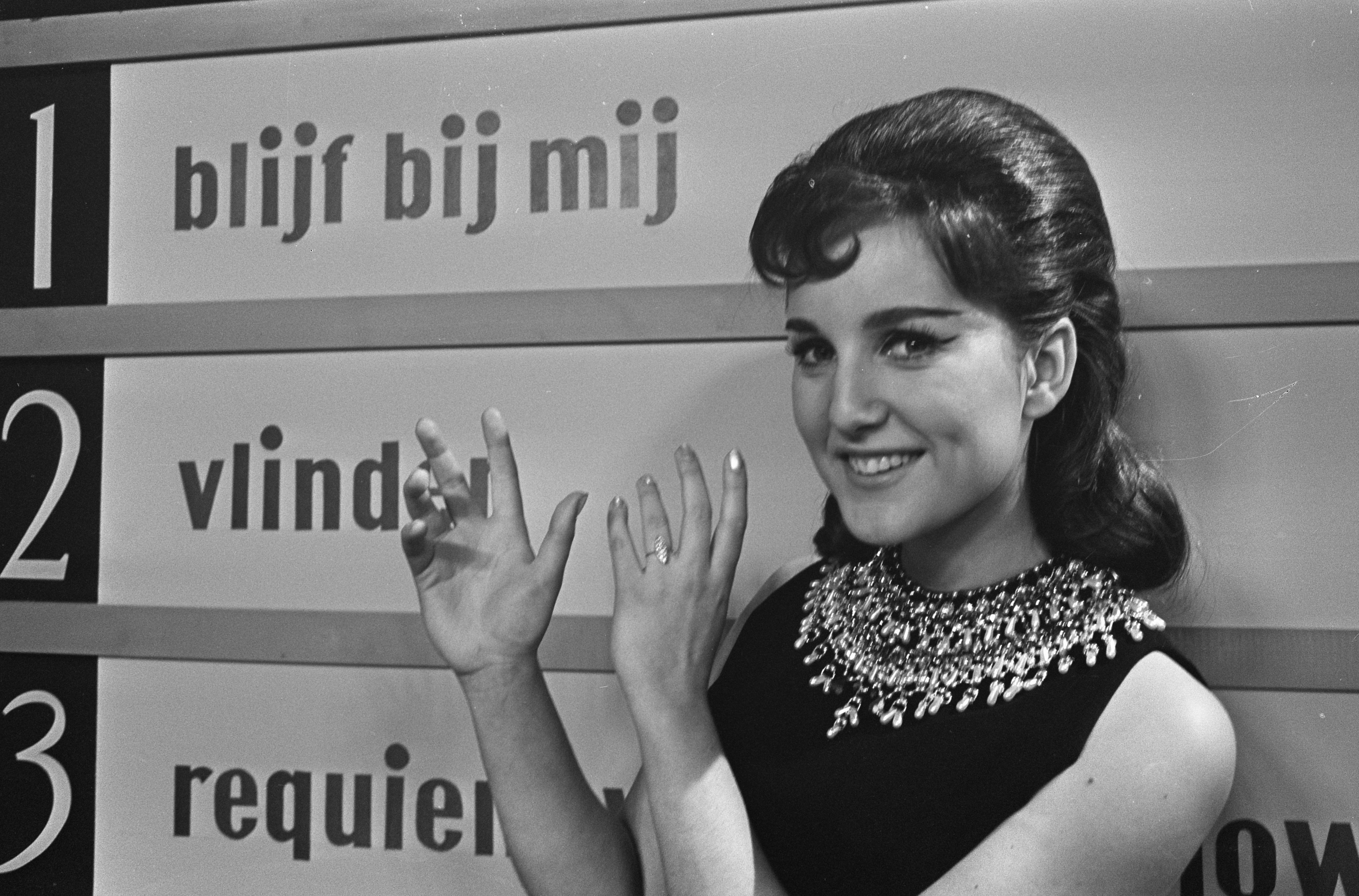
Shirley présente ses chansons au tableau d'affichage au tour préliminaire.

Ce tour a lieu le soir du 12 février 1965. Les trois chansons dans ce tour sont interprétées par la chanteuse Shirley Zwerus (nl) participant sous son prénom Shirley.
| Ordre | Chanson                | Traduction            | Points | Place |
| ----- | ---------------------- | --------------------- | ------ | ----- |
| 1     | Blijf bij mij          | Reste avec moi        | 18     | 1     |
| 2     | Als een vlinder        | Comme un papillon     | 10     | 2     |
| 3     | Requiem voor een clown | Requiem pour un clown | 3      | 3     |

#### Finale

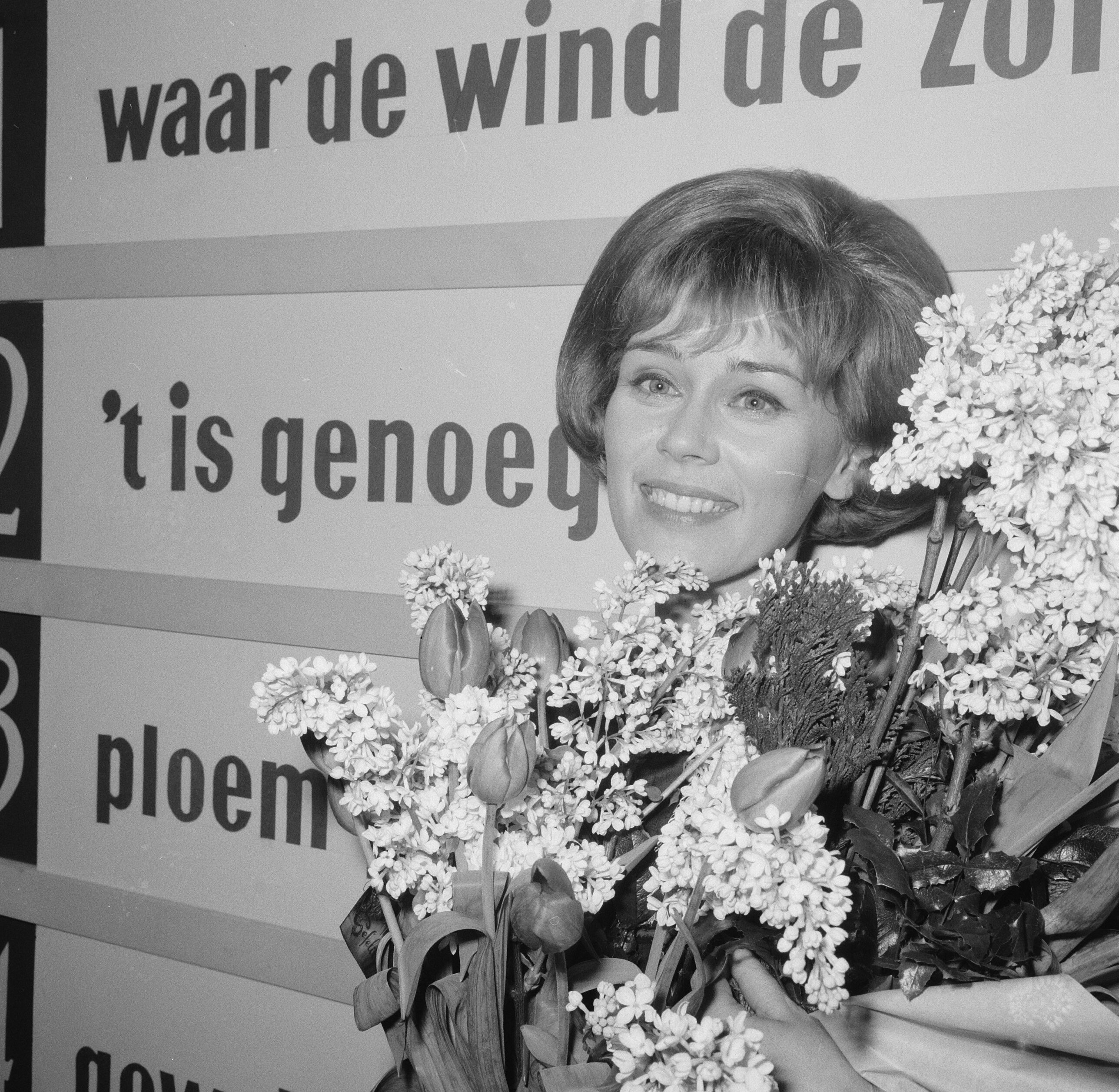
Conny Vandenbos après avoir remporté la finale du Nationaal Songfestival 1965 le samedi 13 février 1965 à Bussum.

Les cinq chansons lauréates des tours préliminaires participent à la finale nationale, le 13 février 1965.
| Ordre | Artiste             | Chanson                     | Traduction                 | Points | Place |
| ----- | ------------------- | --------------------------- | -------------------------- | ------ | ----- |
| 1     | Gert Timmerman (nl) | Waar de wind de zomer vindt | Là où le vent trouve l'été | 1      | 5     |
| 2     | Conny Vandenbos     | 't Is genoeg                | Ça suffit                  | 13     | 1     |
| 3     | Trea Dobbs (nl)     | Ploem ploem jenka           | –                          | 6      | 3     |
| 4     | Ronnie Tober        | Geweldig                    | Magnifique                 | 8      | 2     |
| 5     | Shirley (nl)        | Blijf bij mij               | Reste avec moi             | 3      | 4     |

Lors de cette sélection, c'est la chanson 't Is genoeg interprétée par Conny Vandenbos qui fut choisie. À l'Eurovision, l'interprète est accompagné du chef d'orchestre Dolf van der Linden.

## À l'Eurovision
Chaque jury national attribue un, trois ou cinq points à ses trois chansons préférées.

### Points attribués par les Pays-Bas
| 5 points | Luxembourg |
| 3 points | Italie     |
| 1 point  | France     |

### Points attribués aux Pays-Bas
| 5 points  | 3 points | 1 point |
| --------- | -------- | ------- |
| - Norvège |          |         |

Conny Vandenbos interprète 't Is genoeg en 1re position, précédant le Royaume-Uni.
Au terme du vote final, les Pays-Bas terminent 11es sur les 18 pays participants, ayant reçu 5 points au total, tous provenant du jury norvégien,.